# Ophiochondrella squamosa
Ophiochondrella squamosa är en ormstjärneart som först beskrevs av George Richard Lyman 1883.  Ophiochondrella squamosa ingår i släktet Ophiochondrella och familjen Hemieuryalidae. Inga underarter finns listade i Catalogue of Life.